# آلفا رومئو جی‌تی‌ای
آلفارومئو جی‌تی‌ای (Alfa Romeo GTA) خودرویی است که در سال‌های ۱۹۶۵ تا ۱۹۶۹تولید شده‌است.
این خودرو در کلاس خودرو اسپورت قرار گرفته، طراحی آن خودروهای موتور جلو-محور عقب بوده است. 